# Claire Ross-Brown
Claire Julia Ross-Brown (født 11. november 1972 i Chelsea, London, England) er en engelsk-dansk skuespiller, model og sanger. Hun er muligvis bedst kendt for sin rolle som sekretæren Claire i sitcomserien Klovn.

## Karriere
Hun blev født i Chelsea, London England som datter af en britisk/italiensk mor med lidt malayiske aner og en britisk far. Claire voksede op i London, Storbritannien, og startede sin skuespillerkarriere som 14-årig. Hun gik dengang på dramaskolen Corona Academy of Performing Arts i London – (nu Ravenscourt Theatre School). Hun debuterede i den succesfulde engelske tv-serie East Enders og i film, så som The Rainbow af Ken Russell. Efter roller i tv-shows og film, tog hun en pause fra skuespillerkarrieren og arbejdede som headhunter i "Banking and finance". Hun var dengang kun 19 år gammel, og den yngste i firmaet med job som headhunter. Efter fire år i finanssektoren returnerede hun til skuespillet og fik en stor rolle[kilde mangler] i tv-serien Agony. Claire er blevet et kendt navn i Danmark efter sin rolle i kult tv-serien Klovn hvor hun spiller "Claire" – hovedpersonernes sekretær. Claire spiller over for Casper Christensen, Frank Hvam og Iben Hjejle. Foruden de mange danske film og tv-shows som Claire har deltaget i, har hun også medvirket i internationale film. I Love me Forever spiller hun over for Hollywoodstjernen Dougray Scott fra bl.a. Desperate Housewives. I Den sorte pimpernel spiller hun over for Michael Nyqvist fra bl.a. Pigen der legede med ilden.
Hun har deltaget i 4-stjerners Middag, Djævleræs, Master Chef, Price Inviterer og er en af de mest anvendte og succesfulde "English voice over"-kunstnere i Danmark.
Claire er også sanger og sangskriver og har udgivet albummet "Complexity" i 2008 sammen med to musikvideoer. Musikken er elektronisk lounge og nogle af teksterne er ret dybe. Claire har skrevet alle tekster og melodier.[kilde mangler]

## Andet
Claire Ross-Brown har været pinup i mandebladet FHM og blev i 2006 kåret af FHM til Danmarks mest sexede skuespillerinde. Hun er Intraceuticals nye ansigt (2012). Hun er også en trænet kickbokser og langdistanceløber. Claire er ambassadør for velgørenhedsforeningen, "Børn og unge i Nød", "People 4 People" (Human Trafficking) samt sundhedsportalen Betterwing.[kilde mangler]

## Filmografi
- INKA$$O (2004) som Lauras kollega
- Den sorte pimpernel (2007) som kvinde i pels
- Pistoleros (2007) som Michelle
- The Horror Vault (2008) som Julia Herrington
- Blå mænd (2008) som Tine
- Love Me Forever (2008) som Gloria
- Tour de Force (2010) som Naomi
- Det andet liv (2014) som Bella Hope

### Tv-serier
- Agony (1999 tv-serie) – adskillige roller
- Klovn (14 episoder, 2005-2006) som Claire

## Album
- Complexity (2008)